# Laimbach (Weitenbach)
Der Laimbach ist ein rechter Zufluss zum Weitenbach westlich von Pöggstall in Niederösterreich.
Der Laimbach entspringt an der östlichen Abdachung des Ostrongs beim Kaiserstein (935 m ü. A.), einem Gipfel am Kamm des Ostrongs und fließt von dort nordwärts auf Laimbach am Ostrong zu, wo linksseitig der von Westen kommende Brandstattbach einmündet. Hier wendet sich der Laimbach nach Osten, fließt an Laimbach vorüber, nimmt kurz darauf den von links zufließenden Grünbach auf und knapp vor der Mündung in den Weitenbach fließt rechtsseitig noch der Krempersbach ein.
Der Laimbach trieb die östlich des Ortes Laimbach liegende, ehemalige Stohlmühle an, wofür südseitig ein Mühlbach aus dem Laimbach ausgeleitet wurde.
Das Einzugsgebiet des Laimbachs umfasst 32,3 km² in teilweise bewaldeter Landschaft.
Erstmals urkundlich erwähnt wurde der Bach im Jahr 1144 (ad Laembach). Der Name leitet sich vom althochdeutschen Wort leim für 'Lehm' ab.